# Takahito Takeyama
Takahito Takeyama (japanisch 竹山 隆人, Takeyama Takahito; * 1957) ist ein japanischer Badmintonspieler, der im Parabadminton in der Startklasse BMSTL3 (SL4) an den Start geht und als größten Erfolg im Einzel eine Silbermedaille bei den Asienmeisterschaften und eine Bronzemedaille bei Weltmeisterschaften errang, dazu kommt eine Bronzemedaille im Doppel bei der Weltmeisterschaft. 2017 wurde er zudem nationaler Meister.

## Karriere
Bei der Weltmeisterschaft 2003 in Cardiff im Vereinigten Königreich startete Takeyama im Herreneinzel und hatte in der ersten Runde ein Freilos. Im Viertelfinale besiegte er Lin Tien-jen aus Chinesisch Taipeh mit 15:3 15:4 und spielte im Halbfinale gegen Chuang Liang-tu, der ebenfalls für Chinesisch Taipeh spielte. Diese Begegnung verlor Takeyama mit 6:15, 15:13, 2:15 – Chuang Liang-tu wurde später Weltmeister. Da der dritte Platz nicht ausgespielt wurde, teilte er sich die Bronzemedaille mit dem Thailänder Adisak Saengarayakul. Im Doppel startete er mit seinem Landsmann Takayuki Taniguchi, sie hatten im Viertelfinale (der ersten Runde) ein Freilos. Das Halbfinale ging gegen Chuang Liang-tu und Chiang Chung-hou mit 5:15, 7:15 verloren. Da hier der dritte Platz ebenfalls nicht ausgespielt wurde, teilten sich die beiden die Bronzemedaille mit ihren Landsmännern Koji Hemmi und Masashi Sugimoto. Bei der Badminton-Asienmeisterschaft für Behinderte 2004, die in Kuala Lumpur ausgetragen wurde, errang Takeyama die Bronzemedaille im Herreneinzel. Gold ging an Chuang Liang-tu aus Chinesisch Taipeh und Bronze an Ahmad Abdul Rahman aus Malaysia und Adisak Saengarayakul aus Thailand.
Bei der in Ōmura ausgetragenen Japanischen Para-Badmintonmeisterschaft 2017, der dritten Austragung des Bewerbs, nahm Takeyama im Herreneinzel teil und gewann in seiner Kategorie (SL4) die Goldmedaille. Seinen Angaben zufolge war er der älteste Teilnehmer und gab an, die Teilnahme an den Sommer-Paralympics 2020 erreichen zu wollen. Im selben Jahr nahm er erstmals seit 2005 bei der Weltmeisterschaft teil, die 2017 in Ulsan ausgetragen wurde. Er wurde im Herreneinzel in Gruppe G gelost und verlor das erste Spiel gegen Sanjeewa Perera Madduma Kaluge aus Sri Lanka mit 11:21, 16:21. Das zweite Spiel gewann er gegen den Schweden Rickard Nilsson mit 21:18, 13:21, 21:15. Da Nilsson gegen Kaluge gewann, hatten alle drei Spieler jeweils einen Sieg und eine Niederlage, wodurch die einzelnen Punkte als Kriterium für die Platzierung herangezogen wurden, daher war Takeyama auf dem dritten Platz hinter Kaluge und schied somit aus. Im Herrendoppel startete er mit seinem Landsmann Toshiaki Suenaga in Gruppe A. Gegen Mustafa Tugra Nur und Sedat Tuemkaya aus der Türkei gewannen sie mit 21:8, 21:10 und gegen Anand Kumar Boregowda und Manoj Sarkar aus Indien gewannen sie mit 21:14, 14:21, 21:18. In der ersten Runde des K.-o.-Systems gewannen die beiden gegen Joo Dong-jae und Kim Chang-man aus der Republik Korea mit 21:11, 21:17. Im Viertelfinale trafen sie auf Chen Xiaoyu und Yang Jianyuan aus der Volksrepublik China und verloren mit 21:12, 18:21, 15:21; die beiden Chinesen errangen in der Folge die Silbermedaille.
Am 28. Dezember 2016 wurde er in der Badminton-Weltrangliste für Behinderte im Herreneinzel/Startklasse SL4 auf Rang 25 von 62 gelisteten Sportlern geführt. Bei der vom Franzosen Lucas Mazur angeführten Liste lag Takeyama hinter Laurent Scatabelli aus Frankreich und vor Nils Böning aus Deutschland. In der Weltrangliste vom 4. Oktober 2017 kam Takeyama auf Rang 14 und lag damit hinter Chawarat Kitichokwattana aus Thailand und vor Tim Haller aus Deutschland; angeführt wurde die Liste nach wie vor von Lucas Mazur. Am 17. Dezember 2018 war er dann auf Rang 46 und lag hinter Cleto Eugenio aus Brasilien und vor Anthony Alvarado aus Venezuela.
Bei den Peru Para-Badminton International 2017 siegte er im Herreneinzel und Herrendoppel, wobei er im Doppel mit Daisuke Fujihara spielte.
2018 wurde die nationale Meisterschaft in Kurume ausgetragen, bei der Takeyama im Herreneinzel die Silbermedaille hinter Katsuhiro Yamamoto errang; Bronze ging an Ren Samonji und Shumpei Takeuchi. Im Herrendoppel startete er mit Takayuki Taniguchi – mit dem er bereits 15 Jahre zuvor bei der Weltmeisterschaft in Cardiff im Doppel gespielt hatte –, sie errangen die mit Kazunobu Asano und Mitsuo Mizukami geteilte Bronzemedaille. Gold ging an Taku Hiroi und Toshiaki Suenaga, Silber an Daisuke Fujihara und Kaito Nakamura.
Bei der Badminton-Weltmeisterschaft für Behinderte 2019 in Basel in der Schweiz nahm Takeyama teil und begann im Herreneinzel in der Gruppe B. Gegen Antony Forster aus England gewann er mit 19:21, 21:13, 21:17, das zweite Spiel ging gegen den Inder Tarun Tarun mit 8:21, 10:21 verloren und Takeyama gewann das dritte Spiel mit 21:15, 21:19 gegen den Polen Denis Grzesiuk. In der Gruppe lag Takeyama daraufhin auf Platz zwei hinter Tarun und vor Forster. In der ersten Runde der K.o.-Phase verlor Takeyama dann gegen den Thailänder Siripong Teamarrom mit 14:21, 9:21. 2019 startete Takeyama zudem beim Japan Para-Badminton International 2019.
Bei der nationalen Meisterschaft 2019, die in Chiba ausgetragen wurde, erreichte Takeyama die mit Kaito Nakamura geteilte Bronzemedaille im Herreneinzel. Gold ging an Katsuhiro Yamamoto und Silber an Shumpei Takeuchi. Im Herrendoppel startete Takeyama erneut mit Takayuki Taniguchi, sie erreichten die mit Manabu Umeda und Takeshi Kikuchi geteilte Bronzemedaille. Gold ging an Katsuhiro Yamamoto und Daisuke Fujihara und Silber an Taku Hiroi und Toshiaki Suenaga.